# رأس عزاز
رأس عزاز هي منطقة ساحلية تقع على الساحل الشرقي الليبي شرق مدينة طبرق بحوالي 120 كيلومتر. سميت المنطقة بهذا الاسم نسبة للبئر الموجودة فيها. ويعتبر شاطئ راس عزاز أحد أجمل شواطئ ليبيا ويتميز بصفاء المياه والرمال البيضاء. يبلغ عدد سكان منطقة رأس عزاز حوالي 1000 نسمة وتشتهر المنطقة بالصيد البري والبحري. 
المنطقة كانت إحدى المؤتمرات الشعبية التابعة لشعبية البطنان وهي الآن تتبع إداريا لبلدية أمساعد وبها عدد 2 من اللجان الانتخابية
بها لجنة تسييريه وتسمى وادي المنستير نسبة للوادي الذي يمر عبر المنطقة
تقع على الطريق الساحلي وتجاورها من الشرق قرية الملاحة ومن الغرب زاوية ام ركبة.
تشتهر بالزراعة البعلية وتربية الدواجن وصيد الأسماك وتربية الأغنام، كما تشتهر المنطقة بمنارة السفن الشهيرة على الشاطئ والتي يطلق عليها محليا الفنار